# Cantonul Longjumeau
Cantonul Longjumeau este un canton din arondismentul Palaiseau, departamentul Essonne, regiunea Île-de-France, Franța.

## Comune
| Comune                | Populație (1999) | Cod poștal | Cod INSEE   |
| --------------------- | ---------------- | ---------- | ----------- |
| Épinay-sur-Orge       | 10.104 hab.      | 91360      | 91 3 14 216 |
| Longjumeau            | 21.361 hab.      | 91160      | 91 3 14 345 |
| Villemoisson-sur-Orge | 6.950 hab.       | 91360      | 91 3 14 667 |
| Villiers-sur-Orge     | 3.891 hab.       | 91700      | 91 3 14 685 |